# Ludovica Mosca Bencini
Ludovica Mosca Bencini   (París, 1953) és una pianista, pedagoga i coreògrafa italiana, resident a Catalunya.
Nascuda a París de pares italians, des de molt petita va estudiar música i dansa. Va cursar la carrera de piano al Conservatori Superior de Música del Liceu de Barcelona amb els professors Guillem Garganta i Pere Vallribera. Becada per la Fundació Agustí Pedro i Pons de Barcelona i per la Fundació Alex de Vries de Bèlgica, es va perfeccionar al Conservatori Reial d'Anvers i a París. Sempre ha compaginat els concerts amb la pedagogia. Ha impartit classes magistrals a Espanya i a l'estranger, que van des de la música barroca fins a la contemporània. A Mèxic, va estrenar la versió original per a dos pianos d'Els Planetes, de Gustav Holst, amb Emilio Lluis Puebla. Durant més d'una dècada va formar el duo de pianos Contrast amb Manuel Camp. Amb el vioncel·lista Iñaki Etxepare, va enregistrar la Integral per a piano i violoncel de Gaspar Cassadó i Violoncello castañolero.
En el vessant pedagògic, és autora de la nova edició urtext, analitzada i comentada, de les obres de Johann Sebastian Bach per a teclat (edició Boileau), les 25 peces de Mozart i les Sis sonates per a piano del Pare Narcís Casanoves i Bertran. Com a coreògrafa, ballarina i concertista de castanyoles, ha participat en espectacles i cursos a Espanya, Europa, Estats Units i Àsia. El 2014 va presentar a Praga, en col·laboració amb artistes txecs, el projecte Fandango, per a dos clavicèmbals, ball i castanyoles.